# نيكلاس هانسون
نيكلاس هانسون (بالسويدية: Niklas Hansson)‏ هو لاعب هوكي الجليد سويدي، ولد في 8 يناير 1995 في  في السويد.

## وصلات خارجية
- نيكلاس هانسون على موقع دوري الهوكي الوطني (الإنجليزية)
- نيكلاس هانسون على موقع EliteProspects.com (الإنجليزية)
- نيكلاس هانسون على موقع Eurohockey.com (الإنجليزية)
- نيكلاس هانسون على موقع HockeyDB.com (الإنجليزية)